# Edwin Hunter
Edwin Llewellyn Hunter (Fond du Lac, 25 de março de 1874 — St. Joseph (Michigan), 30 de março de 1935) foi um tenista e golfista norte-americano que representou os Estados Unidos no golfe nos Jogos Olímpicos de Verão de 1904. No tênis, disputou duplas com Frank Wheaton, perdendo nas quartas de final.